# Paraplagusia
Paraplagusia là một chi cá trong họ cá lưỡi trâu Cynoglossidae thuộc bộ cá thân bẹt Pleuronectiformes. Chúng là loài bản địa của vùng Ấn Độ- Thái Bình Dương, cá thể lớn nhất trong chi có thể dài đế 35 cm (14 in)

## Các loài
Hiện hành ghi nhận các loài sau đây trong chi này:
- Paraplagusia bilineata (Bloch, 1787) (doublelined tongue sole)
- Paraplagusia bleekeri Kottelat, 2013 (Bloch's tongue sole)[2]
- Paraplagusia guttata (W. J. Macleay, 1878)
- Paraplagusia japonica (Temminck & Schlegel, 1846) (black cow-tongue)
- Paraplagusia longirostris Chapleau, Renaud & Kailola, 1991 (long-snouted tongue sole)
- Paraplagusia sinerama Chapleau & Renaud, 1993 (dusky tongue sole)